# 卡普里诺-韦罗内塞
卡普里诺-韦罗内塞（義大利語：Caprino Veronese），是意大利威尼托大区维罗纳省的一个市镇。总面积47.31平方公里，人口8198人，人口密度173.3人/平方公里（2009年）。国家统计（ISTAT）代码为023018。

## 友好城市
- 德国高-阿尔格斯海姆 1984年
- 法國 索略 2004年